# Windows Live Hotmail
Windows Live Hotmail (precedentemente conosciuto come MSN Hotmail) era un servizio di posta elettronica via web, sviluppato da Microsoft. Ora il suo posto è stato preso da Outlook.com, anche se comunque è sempre possibile accedere alle caselle di posta con dominio Hotmail.
Windows Live Hotmail, successore della già collaudata casella di posta via internet MSN Hotmail, si era andato ad aggiungere alla catena di servizi Windows Live inaugurata da Microsoft nel 2005.
Hotmail era un servizio di posta elettronica via web (detta in genere webmail) fondato da Jack Smith e Sabeer Bhatia nel 1995, e successivamente comprato da Microsoft. Nel dicembre del 1995, Bhatia e Smith fecero visita a Draper Fisher Jurvetson, un finanziere che investiva su internet. Gli proposero lo sviluppo di un sistema e-mail gratuito basato sul web, che forniva account di posta elettronica gratuitamente, a chiunque lo volesse, rendendolo accessibile via web. Tutti potevano leggere ovunque le proprie e-mail, inoltre tale sistema avrebbe offerto una grande mobilità ai propri abbonati. In cambio del 15% della società, Draper Fisher Jurvetson, finanziò Bhatia e Smith i quali costituirono una compagnia chiamata Hotmail. Il servizio fu lanciato nel luglio del 1996 e dopo un solo mese, vantava già 100 000 abbonati. Il numero continuò a crescere rapidamente e tutti gli abbonati venivano sottoposti a banner pubblicitari durante la lettura delle proprie e-mail. Nel dicembre del 1997, a meno di 18 mesi dal lancio del servizio, Hotmail aveva più di 12 milioni di abbonati e fu acquisita da Microsoft, alla cifra di 400 milioni di dollari.
Fornisce indirizzi e-mail gratuiti nel dominio hotmail.com. Con l'introduzione di Hotmail in Italia è possibile registrare indirizzi nel dominio hotmail.it e con l'avvento dei servizi Windows Live della stessa Microsoft è possibile registrare indirizzi anche nel dominio live.it. Gli indirizzi possono essere convertiti in outlook.com. Esiste anche una versione premium del servizio, ovvero, dietro pagamento, è possibile godere di servizi aggiuntivi quali l'aumento dello spazio a disposizione per l'archiviazione, la validità illimitata del proprio account (altrimenti è necessario accedere alla rete Windows Live ID almeno una volta ogni 90 giorni) e l'assenza di annunci pubblicitari visualizzati a lato.
La prima edizione di Windows Live Hotmail ha fatto la sua comparsa il 1º novembre 2005, ed inizialmente era destinata a un gruppo di beta-tester selezionato, mentre solo successivamente è stato esteso il supporto a chiunque desiderasse provarlo in anteprima.
Il 7 aprile 2007 Windows Live Hotmail è stato distribuito in versione finale in Belgio, Paesi Bassi e India. Il 7 maggio 2007 ha debuttato in versione finale nel resto del mondo. Da quel momento, tutti i nuovi account Hotmail usufruiscono subito delle potenzialità di Windows Live Hotmail, mentre gli utenti possono aggiornare la loro casella di posta cliccando sul pulsante "Join Windows Live Hotmail".
Dotato di 5 GB di spazio per l'archiviazione dei messaggi, il servizio compete con altri servizi di webmail quali Gmail di Google o Yahoo! mail (Beta) di Yahoo!. Il servizio è disponibile in Italia, Australia, Brasile, Canada, Cina, Francia, Germania, India, Singapore, Spagna, Svizzera, Regno Unito, Stati Uniti.
L'interfaccia grafica di Windows Live Hotmail riprende quella del suo predecessore, ed è stata molto migliorata sotto il profilo prestazionale ed ergonomico, ed è stata resa più personalizzabile. Per usufruire al meglio delle funzioni di Windows Live Hotmail, è necessario l'utilizzo di Windows Internet Explorer o di Mozilla Firefox, dalla versione 1.5 in poi. Da luglio 2012, con la nascita di Outlook.com, Microsoft invita gli utenti Hotmail a passare al nuovo provider. Microsoft ha inoltre ridisegnato il logo di Hotmail, adattandolo all'attuale grafica dell'azienda.
Il servizio può essere fruito anche offline tramite i client Windows Live Mail e il Microsoft Office Outlook Connector, grazie al protocollo di sincronizzazione DeltaSync, che però è proprietario e non è stato mai documentato.

## Funzioni

### Auto-completamento indirizzo
Se si sta inviando una e-mail ad un contatto nella rubrica, è necessario solamente digitare le prime lettere dell'indirizzo, e questo si completerà in automatico.

### Colore grafica
È possibile scegliere quale colore dare all'interfaccia di Windows Live Hotmail (quella di default è di colore fucsia).

### Avviso automatico
Se si ha un Windows Live Spaces, ogni contatto potrà ricevere una e-mail di notifica ogni qual volta viene aggiornato.

### Combinazioni rapide
Per eseguire determinate operazioni, con Windows Live Hotmail è possibile usare delle combinazioni di tasti rapide al posto del mouse.

### Anteprima lettera
Così come per Microsoft Outlook 2003, in Windows Live Hotmail è possibile vedere in un riquadro una e-mail ricevuta in anteprima senza doverla aprire.

### Formattazione del testo
Con Windows Live Hotmail, è possibile scegliere la grandezza e lo stile del carattere che si usa per scrivere una e-mail, nonché è possibile inserire elementi grafici ed emoticon.

### Lingue
Windows Live Hotmail è attualmente disponibile in arabo, ceco, cinese, coreano, croato, danese, ebraico, estone, finlandese, francese, giapponese, greco, inglese, italiano, lettone, lituano, norvegese, olandese, polacco, portoghese, romeno, russo, serbo, slovacco, sloveno, spagnolo, svedese, tedesco, thailandese, turco, ucraino e ungherese.

### Case Insensitive
Come tutti gli indirizzi email e le username, anche Hotmail e Outlook, sono "Case insensitive" ovvero insensibili alle maiuscole/minuscole. Dunque gli indirizzi mail nomecognome at outlook.com e NOMECOGNOME at outlook.com sono in realtà gli stessi.

### Point Sensitive
Invece l'indirizzo mail di Hotmail e Outlook sono sensibili al punto. Quindi gli indirizzi mail nomecognome at outlook.com e nome.cognome at outlook.com potrebbero appartenere a persone diverse.

## Sicurezza
Rispetto a MSN Hotmail, la sicurezza è stata migliorata: ogni e-mail, prima di essere aperta e giungere in casella, viene controllata da un antivirus integrato ed è stato introdotto un filtro anti-phishing, che protegge l'utente dalle frodi on-line e dai malintenzionati, grazie al quale le e-mail che Windows Live Hotmail giudica potenzialmente pericolose e quindi poco sicure, non vengono aperte.
A partire da Windows 10, Microsoft Authenticator è un'applicazione per cellulari e tablet, che permette di optare per un'autenticazione a due fattori gratuita, oppure per un'autenticazione senza password, utilizzando l'impronta digitale, il riconoscimento del volto o un PIN.

La casella di posta gratuita permette di visualizzare il log di sessione dell'ultimo mese, comprensivo dei tentativi di accesso non riusciti (es. password non corretta), e dei dati del navigatore (indirizzo IP e località presunta da Whois, sistema operativo e programma di accesso a Internet utilizzati).

## Memoria e allegati
Windows Live Hotmail offre fino a 25 GB di spazio personale per archiviare le e-mail, spazio che in precedenza era offerto a pagamento se si era abbonati a MSN Hotmail Plus. Gli allegati, invece, non possono superare la soglia dei 25 MB. Dall'estate 2010 la quantità di contenuti condivisibili con un singolo messaggio è pari a 10 GB, grazie all'integrazione con il servizio Skydrive.